# Пенковице
Пенкови́це (пол. Pękowice) — село в Польше в сельской гмине Зелёнки Краковского повета Малопольского воеводства.
Село располагается в 8 км от административного центра воеводства города Краков. Через село протекает река Прондник.
В 1975—1998 годах село входило в состав Краковского воеводства.

## Население
По состоянию на 2013 год в селе проживало 534 человека.
| 2010 | 2013 |
| ---- | ---- |
| 470  | 534  |

| Перепись  | Всего   | Всего | Женщины | Женщины | Мужчины | Мужчины |
| --------- | ------- | ----- | ------- | ------- | ------- | ------- |
| Единицы   | человек | %     | человек | %       | человек | %       |
| Население | 534     | 100   | 289     |         | 245     |         |